# Damrak 70-79

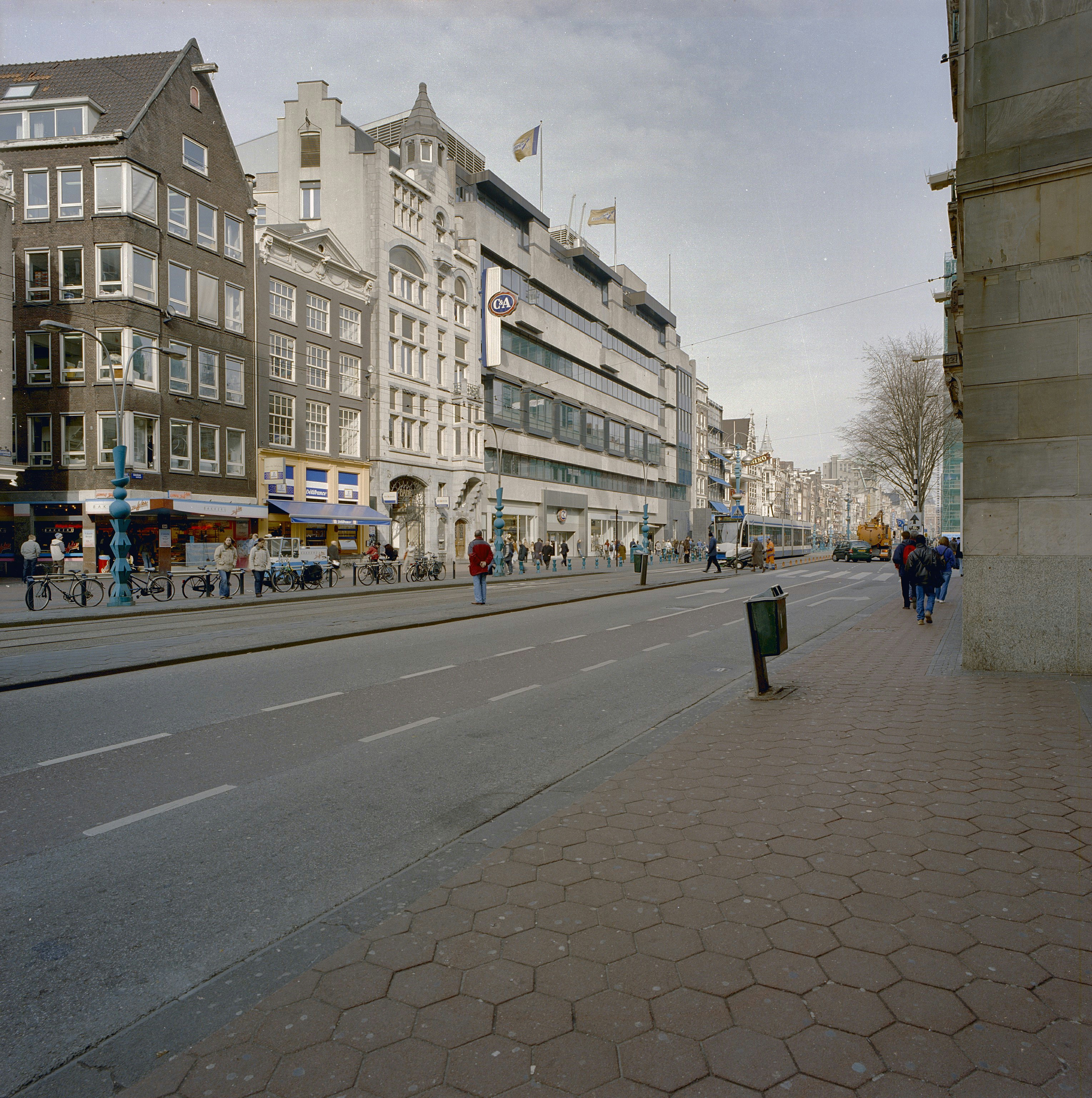
Het gebouw 1968-2012

Damrak 70-79 is een gebouw in Amsterdam-Centrum.
Door de eeuwen heen stond hier stedelijke bebouwing. Rond 1900 maakte die stapsgewijs plaats voor een schepping van Hendrik Petrus Berlage ten behoeve van de Algemeene Maatschappij van Levensverzekering en Lijfrente. Het gebouw bestond uit kantoren op de verdiepingen en winkels op de begane grond. In het gebouw vestigde zich later tevens het kledingconcern C&A, die de originele gebruikers verdrong. De verzekeringsmaatschappij verdween als gevolg van een faillissement. Het statige gebouw kwam in het nieuws toen het op 16 februari 1963 afbrandde. Er bleven nog enkele stenen bouwresten over, maar deze bleken dermate instabiel dat tot sloop van het gehele gebouw leidde. Er ontstond een doorbraak tot aan de Nieuwendijk.
De eigenaar en gebruiker C&A vestigde zich tijdelijk in een noodwinkel boven het water van de Damrak, maar nam al snel het besluit dat zij een nieuw gebouw gingen neerzetten. Aan architect Jan van de Laan en zijn collega’s Jan Hermans, Theo van der Eerden en Jules Kirch, die ook de noodwinkel ontwierpen, werd gevraagd een nieuw gebouw te ontwerpen, waarin opnieuw de Beurspassage was verwerkt. Al in 1965 kwam het ontwerp bestaande uit acht bouwlagen (het werden er uiteindelijk negen) met daarin:
- een grondoppervlak van 3000 m²
- een inhoud van 90.000 m³
- gevellengte aan het Damrak van 53 meter
- hoogte van 27 meter (het werden 34 meter) boven maaiveld, daaronder nog twee etages
- de gevel aan de zijde van de Nieuwendijk zou grotendeels uit glas bestaan
- de gevel van de begane grond aan het Damrak zou eveneens veel glas bevatten (etalages)
- een nieuwe Beurspassage maar nu moderner van uiterlijk. Vanwege het hoogte verschil tussen de Nieuwendijk en het Damrak was de passage licht hellend met enkele treden.

Toen het gebouw bijna klaar was, brak er brand uit op de eerste etage alwaar toen houtopslag plaatsvond. De brandweer moest (opnieuw) met groot materieel uitrukken, maar kon niet voorkomen dat de schade aanzienlijk was.
Vlak voor de opening werd geconstateerd dat er een brandvrij gebouw was verrezen. Die mening werd gesterkt door de volledige betonnen constructie (het gebouw van Berlage had houten tussenvloeren). Bovendien waren in het circa 20 miljoen kostende gebouw een brandmeldinstallatie (met rechtstreekse melding naar de brandweer) en een sprinklerinstallatie geplaatst. De meldinstallatie zorgde ervoor dat op het dak rookluiken open gingen, die ervoor moesten zorgen dat de trappenhuizen gebruikt konden worden als vluchtweg. Tegelijkertijd werd ervoor gezorgd dat de liften centraal naar de begane grond werden gestuurd. De ruimte werd zodanig ingericht dat er allerhande boetiekjes ingebouwd konden worden, zo was er ook een girokantoortje gecreëerd. Het gebouw werd op 3 september 1968 geopend worden door de Amsterdamse burgemeester Ivo Samkalden, nadat zijn voorganger Gijs van Hall het vorige gebouw in vlammen zag opgaan. De meningen over het gebouw wisselden sterk. In het begin had men soms nog de mening dat het gebouw binnen haar omgeving paste, maar later vond men het niet (meer) passen.
Vanaf 2012 vond er een rigoureuze verbouwing plaats onder leiding van architect Robert Stern (RAMSA) en Rijnboutt Architecten. De voorgevel van beton en glas maakte plaats voor rood baksteen. Volgens de projectontwikkelaar kreeg het gebouw bij die verbouwing tevens een meer verticaal gerelateerd uiterlijk in plaats van de oorspronkelijke horizontale. De kantoorverdiepingen werden omgebouwd tot winkelvloeroppervlak, zodat eigenlijk een geheel nieuw gebouw ontstond met alleen nog oude vloeren en kolommen. C&A bleef wel in het gebouw gevestigd, maar het totale gebouw kreeg eigen een bestemming die het beste te vergelijken was met winkelcentrum op kledinggebied. Grootste huurder qua oppervlak is dan Primark. De Beurspassage werd vernieuwd en daarbij smaller dan voorheen waarbij de winkelindeling werd veranderd. Verder is er is een groot kunstwerk te bewonderen van Arno Coenen, Iris Roskam en Hans van Bentem, getiteld Amsterdam Oersoep. In navolging van eerdere burgemeesters was het nu aan Eberhard van der Laan het gebouw te openen, het is dan 2 december 2016.